# John Robert Hanna
John Robert Hanna (Drum, 1850 circa – Auckland, 8 aprile 1915) è stato un fotografo neozelandese.

## Biografia
Figlio maggiore di Robert e di Eliza Crawford. I genitori decisero di emigrare verso la Nuova Zelanda coi loro figli nel 1864 a bordo del veliero "Ganges". Il piccolo villaggio da cui partivano, Drum, poco distante da Belfast, viene ricordato per essere l'unico villaggio protestante nella cattolica Repubblica d'Irlanda. Salparono da Cobh, che a quell'epoca si chiamava Queenstown, in novembre e giunsero nel febbraio 1865 ad Auckland. Dei loro 11 figli, la bimba Phoebe di poco più di anno morì di bronchite e pertosse durante il viaggio. Anche il padre morì a soli 48 anni dopo una lunga malattia dopo quattro anni di permanenza ad Auckland lasciando la famiglia in notevoli difficoltà. Nel 1873 John Robert trovò lavoro presso lo studio del noto fotografo Robert Henry Bartlett nel quale si presume abbia appreso i fondamentali rudimenti fotografici. Il fratello secondogenito Samuel Dawson (1851-1917) divenne un importante ingegnere a capo dell'azienda dell'acquedotto della città.
Bartlett godeva di una notevole fama: inglese, era stato nominato fotografo ufficiale da Alfredo, duca di Edimburgo, in visita ufficiale in Nuova Zelanda. Egli riprese la sua visita e i luoghi, i panorami, i villaggi maori, i paesaggi marini, facendone dono al nobile duca. Sono sconosciuti i motivi per cui nel 1875 dichiarò fallito il proprio atelier. Nel frattempo Hanna decise di mettersi insieme con un altro britannico, Charles Hemus, nel 1875, facendosi subito notare per la qualità dei ritratti e la raffinatezza del loro studio, nel quale passò anche il governatore della Nuova Zelanda, Sir George Grey, come riportò la stampa cittadina.
Nel 1879 John Robert sposò Alice Elizabeth Williamson (1858-1916) da cui ebbe 5 figli: Mabel Letitia (1880-1971), Effie Alice Elizabeth (1882-1911), Robert George (1883-1947), Arthur John (1884-1972), Norah Mary (1886-1968).
Il giornale "Observer", il 27 marzo 1886, scrisse l'annuncio pubblicitario che Hanna aveva aperto uno studio fotografico in proprio, lasciando quello con Hemus. Nel 1889 la sua attività crebbe a tal punto da dover ampliare e ristrutturare il suo atelier, creare dei camerini, una sala d'attesa, il proprio ufficio privato, la sala per il ritocco e una piccola tipografia. Fu in questo periodo che assunse Margaret Matilda White come assistente per colorare le immagini. La White svolgeva attività di infermiera ma imparò anche l'arte fotografica che utilizzerà in maniera semi-professionale su lastra di vetro per fotografare l'interno del manicomio presso il quale prestava servizio.
Nel 1891 venne eletto vice presidente del "Auckland Photographic Club". Venne elogiato per i ritratti di William Onslow, IV conte di Onslow e della contessa, nuovo governatore della Nuova Zelanda. Nello stesso anno prese parte ad una mostra a Washington, in cui la rivista periodica americana "Photographic Magazine", uscita dal 1888 al 1914, edita a New York da Edward Livingston Wilson, si soffermò sui ritratti, inviati da uno studio lontano, dall'altra parte del mondo, che definì splendidi e coraggiosi per competere con i fotografi americani ed europei. I giornali della città, quell'anno, come "Auckland Star", misero in risalto l'originalità dei suoi biglietti d'auguri natalizi pieghevoli contenente la fotografia del mittente e parole appropriate.
Due anni dopo realizzò 160 ritratti dei "vecchi" coloni, giunti nel 1843 ad Auckland con le navi "Jane Gilford" e "Duchess of Argyle". I ritratti furono posti nella Biblioteca pubblica a ricordo dell'impresa, assieme al ritratto del capo Ngāti Maniapoto del Paese dei Re, scomparso poco prima. Nel 1895 fu accolto nella locale massoneria.
A causa di salute cagionevole, si ritirò dalla professione due anni prima che sopraggiungesse la morte.